# HD 220773
HD 220773 är en ensam stjärna belägen i den mellersta delen av stjärnbilden Pegasus. Den har en  skenbar magnitud av ca 7,1 och kräver åtminstone en stark handkikare för att kunna observeras. Baserat på parallax enligt Gaia Data Release 2 på ca 19,8 mas, beräknas den befinna sig på ett avstånd på ca 165 ljusår (ca 51 parsek) från solen. Den rör sig närmare solen med en heliocentrisk radialhastighet på ca -38 km/s. En undersökningen 2015 har uteslutit förekomst av ytterligare stjärnor inom beräknade avstånd från 31 till 337 astronomiska enheter.

## Egenskaper
HD 220773 är en gul till vit stjärna i huvudserien av spektralklass G0 V. Den har en massa som är ca 1,2 solmassor och en effektiv temperatur av ca 5 900 K.

## Planetsystem
Kring stjärnan kretsar en exoplanet som upptäcktes 2012. Den har en massa av ca 1,45 Jupitermassa och kretsar i en mycket excentrisk omloppsbana med halv storaxel på ca 5 AE och en omloppsperiod av 10,2 år. Om ytterligare inre terrestra planeter förekommer vid HD 220773, måste dessa ha excentriska banor för att planetsystemet ska förbli stabilt.
| Planet | Massa         | Halv storaxel (AE) | Siderisk omloppstid (d) | Excentricitet | Inklination | Radie |
| ------ | ------------- | ------------------ | ----------------------- | ------------- | ----------- | ----- |
| b      | ≥1,45 ± =,3MJ | 4,94 ± 0,2         | 3724,7 ± 463            | 0,51 ± 0,1    | -           | -     |